# 装甲巨神Zナイト
装甲巨神Zナイト（そうこうきょしんズィーナイト）とは、1991年～1993年にかけてトミー（現・タカラトミー）により発売された組み立て玩具と、1991年にサンライズによって制作されたOVA作品。OVAは全1+1話（#OVA参照）。本作は、トミーが1983年から1990年に商品展開していたゾイドの正統な後継作品である。
価格の高さから売り上げが伸びず路線変更し、装甲巨神やバトルアーマーに代わって小型で（玩具としても）安価なメタルフットが主役メカとなる。リモコン操作も出来るようにしたが、それでも人気を盛り返せずゾイドに比べて短命に終わった。一方で数年後にゾイドはTVアニメ化と共に再始動し、人気を盛り返した。

## ストーリー
遥かな未来、人類は環境汚染が深刻化した地球の自治組織｢ブルースターユニオン」と、テラフォーミングされた火星に移住した特権階級者たちの国家「キルナ」の2つに分かれていた。
だが西暦2997年、地球に飛来した彗星と巨大な太陽風の影響で地球の大気は浄化され復活、反対に火星は人工大気を破壊し尽くされ、死の星となってしまう。この事実に直面したキルナのギスカール大統領は、ゼルダン将軍を最高司令官に置くキルナ宇宙軍を編成、地球侵略によって国民感情を逸らす手段に出た。
ゼルダンは、まず火星と地球の中継点である宇宙ステーション「アトランティス」を奪取、さらにブルースターの拠点を次々と攻略していく。彼は、かつて人類によって生み出されながら、そのあまりの強力さから恐れられ、封印されたと言う六体の「装甲巨神」を手に入れようとしていた。そして、シャローの神殿に封印された装甲巨神「マリンカイザー」を復活させる。
一方、キルナ軍のアトランティス襲撃から辛くも生き延びたブルースターのベル・ランス中尉は、ノーザナイツ最高司令官オーディンから、ノーザランド山中に封印された装甲巨神「Zナイト」のパイロットに任ぜられる。
Zナイトとマリンカイザーはブリードキングダムにおいて激突。550年振りの装甲巨神同士の戦いは、セカンドであるランスの駆るZナイトが勝利、マリンカイザーは鹵獲されブルースターの戦力となった。
そしてゼルダンは、本国から送られて来た最新鋭バトルアーマー「ギルガ」に自ら搭乗、出撃して行く。戦いはまだ、始まったばかりであった…。

## 登場人物

### ブルースター連邦
ベル・ランス緑川光
2979年生まれ。18歳。ブルースター連邦軍ノーザナイツ宇宙海兵隊ノーザパイレーツ所属の若き中尉。地球人の父とゾイド人の母を持つセカンドである。Zナイトのパイロット。
ノーザナイツの副司令官であった父を母とともにキルナ軍に殺され、以後復讐のためにパイロットになる決意をする。
アトランティス防衛戦にてバトルアーマーカラウルで出撃するも部隊は全滅、奇跡的に生き残り地球へ帰還後にZナイトと出会う。
従兄妹たちからはなぜか名字で呼ばれている。
アディルス・オーディン堀内賢雄
陸軍近衛師団グレイヴ所属の大尉。ノーザナイツ最高司令官であるオーラーブ・オーディンとゾイド人エレノアの間に生まれたセカンド。20歳。
母・エレノアがランスの母とは姉妹で、ランスの従兄でもある。ランスにとっては兄のような存在。キルナ軍から鹵獲したマリンカイザーの正式パイロットとなる。
オーラーブ・オーディン岸野一彦
ノーザナイツ最高司令官。全てのユニオンが制圧され絶望的状況の中、ブルースター開放のため徹底抗戦を決意する。
グローバルIII帰還時に入植したゾイド人達を迫害から保護した高潔な人物でゾイド人エレノアを妻に持つ。
アディルスとサラの父で、ランスの育ての親でもある。
サラ・オーディン平松晶子
オーラーブの娘で、アディルスの妹。17歳。ランスの従妹。戦争を人一倍嫌っているが、皮肉な事に兄以上にセカンド能力が高く、Zナイトの心を感じ取れ、装甲巨神の最終兵器「NOVA」を遠隔地から発動させることができる。
ランスに淡い恋心を寄せる。
ジョー・ナガクラ
ノーザナイツ近衛師団のエースパイロットで中尉。27歳。
シグルス特種偵察中隊「ボア」の隊長で古代日本武術の達人でもある。
接近戦に特化したメタルフット、鎧武を駆る。
キャメル・ガッシュ
近衛師団グレイヴのナイル方面作戦中隊隊長で階級は大尉。29歳。
ゼルダン艦隊侵攻時にナイル方面軍を壊滅の危機から救った冷静な軍人。
情報収集能力が優れたメタルフット、ナイラスを操縦する。

### キルナ
アルフレッド・ゼルダン目黒裕一
31歳。キルナ宇宙軍ブルースター方面作戦司令官の将軍。後に地球総督を兼任する。下級軍人の家柄の出身であるもギスカール大統領のお気に入りであり、大統領の娘であるルシェルと婚約している。その一方、火星の反政府組織カルドの女首領ギネビアとも繋がっていて、密かに大統領の座を狙う。野望実現のためカルドと結託し、装甲巨神の奪取に執念を燃やしている。
クレスト・ギスカール島香裕
火星国家キルナの大統領。グローバリーIIIで地球に入植したゾイド人で、その時に一部の心無い地球人からひどい迫害を受ける。
今回のブルースター侵攻は政治的手段であると同時に、彼の地球に対する「復讐」でもある。
ルシェル・ギスカール天野由梨
クレスト・ギスカールの娘で、ゼルダンの婚約者。
ドムル
キルナ宇宙軍第7空挺大隊、通称・ドムル勇撃隊を率いる大佐。45歳。
自らスカルバイパーに乗り込み、先陣をきって戦う勇猛な軍人。
性能差をものともせずZナイトと互角以上の戦いを繰り広げた。
ロッシュ
ゼルダン宇宙軍機甲大隊レギオン隊所属の大佐。隊長である。38歳。
騎士道精神を重んじ、最も軍人らしい軍人の1人として両軍から高く評価されている。
黒塗りのデザートウォーカー「スコーピオン」を操りブルースター連邦軍の戦車部隊を圧倒した。
バスター
海の悪魔と恐れられた通称ダーク特殊攻撃隊、正式名キルナ宇宙軍ゼルダン機動艦隊第一潜航大隊を指揮する中佐。
天才的な戦闘センスの持ち主で、若手のホープと期待されている。27歳。
エギール1番機「ポセイドン」を駆り、巨神奪取に成功した。
エリック・ベルゲン星野充昭
キルナ軍が奪取した装甲巨神マリンカイザーにパイロットとして乗り込むが、セカンドの能力を持たないため発狂。
マリンカイザーを暴走させ、友軍のダーク特殊攻撃隊を壊滅させてしまう。駆けつけたZナイトに敗れ、戦死する。

### カルド
ギネピア・シャムシール
反政府組織カルドの若き女首領。24歳。
優れた統率力と天才的な操縦技術を持ち「アーマーキラー」の異名を持つ。
表向きは対立しているキルナ軍のゼルダン将軍と相互協力しており、地球侵攻の手助けをしている。
実は密かにゼルダンに思いを寄せている。
レッド・エンリーク
カルド軍副リーダー、ギネビアのガード役として絶えず彼女に付き従う。34歳。
年齢的に首領としては若すぎるギネビアを影から支え、カルドを一大勢力にまで伸し上げた功労者。
専用機ガイザックを駆り、突撃部隊レッドスコーピオンを指揮する。
ロロ・シュナイダー
カルド軍、偵察強襲部隊ブラックホーネットの隊長。29歳。
ギネビアの側近の1人で彼女に惚れ込んでいる。
天才的な操縦センスで高機動型のメタルフット、メガホーネットを操る。
サンダー・シザー
ギネビア親衛隊長。隊の指揮と共にカルド軍軍旗を護る旗手としても活躍している。27歳。
実は元ブルースター連邦軍の兵士で、キルナ軍との戦闘に破れ宇宙を漂流し、生死をさ迷っている所をギネビアに救われ、それ以降彼女に忠誠を誓っている。
試作機ダークシザーを操縦する。
ブルー・エンリーク
レッド・エンリーク指揮下の第1突撃小隊ブルーサタン部隊長。29歳。
ガイザックに搭乗する副リーダー・レッド・エンリークの弟である。
非常に勇猛な戦士で突撃部隊全体を指揮することもあり、重装甲機体バイガスを駆る。

## 登場メカニック

### ブルースター連邦

#### 装甲巨神
Z・A03 TYPE-K Zナイト
ブルースター連邦軍の装甲巨神で形式名称のZ・A03は3番目に造られた機体、TYPE-KのKは騎士の英訳・Knightを意味する。
騎士型の装甲巨神であり、ボディはライブメタルという自己修復能力を持つ強固な装甲で作られ、更に対ビーム兵器用のセラミックコーティングが施されている。背部のバックパックには電子シールドを発生するための大型電磁力装置、更に対白兵戦用のLM（ライブメタル：Live Metalの略）シールドを装備し防御力は万全である。
武器としては熱戦砲、レーザー砲、ロケット砲、ビームネイルなどを装備、ビームソードは銃剣として白兵戦で威力を発揮する。他にミサイルランチャーやレーザーランス等の用途別重武装も装着可能としている。
ブルースター連邦軍ノーザナイツ所属のランス中尉がパイロットとしてZナイトを操る。
全高：17.420mm　全幅：10.510mm　肩高：13.540mm
乾燥重量93t　戦闘重量：135t
最高速度（磁力ホバー）：800km/h（走行）120km/h
通常出力：120000shp　最大出力：不明
最小出力：0.0007shp（仮死睡眠状態）
搭載コンピュータ：超高電圧制御方式　戦闘学習型コンピュータ「紅KURENAI」
武装：ビームソード（40mmパルスレーザー組み込み）LMシールド
80mm熱線砲×2　9mm対物レーザー×4　3連ビームネイル×2
30mm対戦車レーザー×2　マルチグレネードショット　シールドディスチャージャー
Z・A01 TYPE-V マリンカイザー
ブルースターでのZ・A計画に置いて1番機として誕生した装甲巨神。
形式名称で　Z・A01　TYPE-V（VはVikingの頭文字）。バイキング型の装甲巨神で水中戦闘用に設計された機体。陸上での長時間戦闘にはあまり適していないが、水際の戦いにおいては最強とされている。ボディは他の装甲巨神よりも硬度の高いライブメタルのため高い防御力を持っている。
熱線砲、レーザー砲、ロケット砲を装備。ギガアックスと呼ばれる斧と軽戦シールド用の盾は陸戦用の標準装備である。他に水中戦闘用の武装ユニットが用意されている。
キルナ軍の奪取作戦により蘇生されるが、Zナイトの活躍により奪還。その後ブルースター連邦軍のオーディン大尉がマリンカイザーを操る事になる。
全高：17.280mm　全幅：10.440mm
肩高：13.960mm　乾燥重量102t　戦闘重量：147t
最高速度（磁力ホバー）：600km/h（走行）92km/h（水中航行速度）180ノット
通常出力：128000shp　最大出力：不明
最小出力：0.0085shp（仮死睡眠状態）
武装：ギガ・アックス　ローリングファング×2
LM軽戦シールド（HEXAグレネード組み込み）
80mmスライド熱線砲×2　30mm対物レーザー×2
9mmパルスレーザー×2　210mm対戦車ミサイル×2
Z・A03II TYPE-KW グレートZナイト
ギルガとの死闘及び、その後の敵艦隊に対する最終兵器「NOVA」の使用により傷ついたZナイトが自己修復とともに新しく生まれ変わった姿。
Zナイトの第2期変形形態のメカ生体であり、ブルースター開放の、反攻作戦の旗印としてキルナ軍に挑む。
機体は「KNIGHT　OF　WHITE」と呼ばれるように白い騎士型でプロトタイプのZナイトよりも装甲が強化され武装も重装化されパワーアップしている。
ベル・ランス中尉がZナイトに引き続き操縦。
全高：18.720mm　全幅：12.240mm
肩高：16.560mm　乾燥重量110t　戦闘重量：145t
最高速度（磁力ホバー）：1230km/h（走行）135km/h
通常出力：168000shp　最大出力：不明
起動システム：メタルハート
武装：80mm熱線砲×2　30mm対戦車レーザー×2
フラッシュビーム×2　3連マルチ・グレネードショット×2
200mm3連ロケットランチャー×2　9mm対物レーザー×4
超硬質LMソード　LMシールド　ビームソード

#### バトルアーマー
カラウル
ブルースター連邦軍の主力バトルアーマー。
宇宙用、地上用が存在し宇宙ステーションアトランティスにも防衛用として多数配備されていた。
ランス中尉も当初、アトランティスの防衛部隊としてこの機体に搭乗していたが、キルナ軍の新鋭機スカルバイパーに歯が立たず彼以外の防衛隊は全滅してしまう。
ボガトゥイリ
ブルースター連邦軍の水中用バトルアーマー。
腕部に搭載された魚雷を主武装としている。
マリンカイザー奪取を目論むキルナ軍ダーク特殊攻撃隊を迎え撃つも、キルナ軍水中用バトルアーマーエギールに一蹴されてしまった。

#### メタルフット
ZM・03F ノーザグレイバー
ブルースター連邦軍が新たに開発した騎士型メタルフット。
装甲巨神「Zナイト」が持つメタルハートの破片をメインコンピューターに組み込んだ画期的機体。
エンジン出力はデスドールに及ばないものの、メタルハートの優れた制御力により操作性、戦闘時間が大幅に向上した。
上記の通りZナイトのメタルハートの一部が組み込まれているため、グレートZナイトに酷似した外見を持つ。
封印されたZナイトに代わるノーザナイツの旗印としてキルナ軍やカルドの精鋭部隊と激闘を繰り広げた。
パイロットはZナイトを操縦していたベル・ランス中尉が搭乗。
全高：11.880m　重量：25t
最高速度（磁力ホバー）：1200km/h
最高走行速度：150km/h
武装：LMソード　バトルグレイブ　固定式LMシールド
30mm熱線砲　30mmバルカン　30mm対戦車レーザー
9mm対物レーザー
ZM01M ディバイキング
水中戦用に開発されたバイキング型メタルフット。
装甲巨神マリンカイザーのメタルハートの一部を移植して作られた機体で、マリンカイザー同様に優れた水中戦能力と強大なパワーを誇る。
メガトンアックスで相手を叩き斬る必殺技「メガトンスライス」で数多くの敵を屠り味方を勝利に導いた。
マリンカイザーのパイロット、アディルス・オーディン大尉が装甲巨神の封印にともないディバイキングを任された。
全高：11.664m　重量：25t
最高速度（磁力ホバー）：1000km/h
最高走行速度：120km/h
武装：メガトンアックス　ビゲンソード
アントニオホーン　アムニスシールド
80mm加粒子砲
LA・11C 鎧武（ガイム）
近接戦闘を重視して開発された鎧武者型メタルフット。
白兵戦に強い超高速処理対物距離センサーを初めて搭載した機体。
装甲は加工の難しい超硬金属を段々に重ねた新技術のため、非常に防御力が高く機動性が1割もアップしている。
超硬質LMソード「迅空」を握り電光石火のごとく苛烈な格闘戦を展開。優れた白兵戦能力で数多くの戦果を挙げた。
搭乗した主なエースパイロットはジョー・ナガクラ中尉。
全高：11.300m　重量：27t
最高速度（磁力ホバー）：950km/h
最高走行速度：130km/h
武装：迅空（超硬質LMソード）
超高速処理対物距離センサー　機関砲
120mm対戦車ロケット　40mm対戦車レーザー
30mmパルスレーザー　30mmバルカン
LA・42F ナイラス
電子戦を重視して開発されたメタルフットで、古代エジプトの戦士を模倣した外装が施されている。
新開発の熱源センサーシールドを唯一装備した機体で遠距離の敵をキャッチし、さらに相手の探知システムを妨害することが可能。
通常レーダーも充実しており防御システム能力はブルースター・メタルフットの中で最も高い。
また、接近戦用フィンクスブレードやハイビームフラッシャー等武装面も充実しておりキルナ軍、カルドを相手に奮戦した。
搭乗した主なエースパイロットはキャメル・ガッシュ大尉。
全高：10.400m　重量：24t
最高速度（磁力ホバー）：1200km/h
最高走行速度：140km/h
武装：フィンクスブレード　熱源センサーシールド
ハイビームフラッシャー　40mm熱線砲
40mmバルカン砲　20ミリ3連パルスレーザー
ZMX02-S ソルセイバー
地下深くで新たに発掘された謎のメタルフット。
何時、何を目的として誰が製造したのか全てが謎に包まれており、何故地下に埋められていたのかも詳細が不明。
キルナ軍最強のメタルフット「デスバトラー」に対抗するためランス中尉が搭乗、出撃した。
全高：10.510m　重量：24t
最高飛行速度：2500km/h
最高走行速度：220km/h
武装：ソルカッター　バトルウイング
リーサルランチャー　光速アンテナ

#### その他
シドニー
ブルースター連邦軍太平洋艦隊の旗艦。
艦隊を率いて首都ユニオンYAMATOの奪還を試みるが、ゼルダン将軍の駆るギルガの主砲フェイズクラックキャノンのゼロ距離射撃を受け撃沈。太平洋艦隊も壊滅してしまう。
アーキラットII
ブルースター連邦軍主力戦車。
砂漠地帯にてゼルダン宇宙軍機甲大隊「レギオン」と交戦するが、砂漠戦に特化したデザートウォーカーの敵ではなかった。

### キルナ

#### ファイナルアーマー
F・A01F ギルガ
正式名称は「ギルガ・メシュ」だが略して呼ばれている。型式番号の頭にあるF・AとはFinal Armorの略で最終段階のアーマー、いわば究極のアーマーを意味する最終兵器のコードである。騎士型ではあるがZ-ナイトとは反対に無骨なデザインをしており、特にグレートヘルム（十字軍が使用した、俗に言うバケツメット）を模した円筒形の頭部が特徴。
キルナ宇宙軍ブルースター方面作戦司令官アルフレッド・ゼルダン将軍専用超高性能大型バトルアーマー。基本性能その他多くの部分がベールに包まれた未知の機体である。
いずれ訪れるであろう地球侵攻の際「装甲巨神」と対等に戦えるアーマーの開発を思い立ったギスカール大統領の命令により開発が始まったが、設計が進むにつれて、人の手によって操れる代物では無いことが判明していった。A・Aタイプ（空挺隊仕様）のアーマーの１０倍以上の最高出力を持つこの機体を操ることは到底、人間の反射能力では不可能だったのである。
だが2995年に完成したサイココンピューターと光ファイバーを使用した人工神経システムの導入で動力系統の暴走を制御することに成功した事でようやく完成した機体であり、より装甲巨神に近い性能を有した試作機体である。ブルースター侵攻の切り札としての役割も持つ。
主砲のフェイズクラックキャノンは、通常は胸プロテクターでカバーされており、使用時に左右胸プロテクターが上方に開きスタンバイする。その他固定武装として多数のレーザー、ミサイルを、手持武装としては、両刃の実剣・メテオリックブレードと長方形の楯・メテオリックイージスを装備する。
防衛システムのシールドディスチャージャーは使用時に肩プロテクターが上に上がる事で装置が露出・作動する。
並はずれた精神力と判断力を持つゼルダンでさえコントロールには限界があり、操縦時間は20分が限度とされている。
後にZナイトに切り落とされた右腕にレーザー式三連ブレードを装備し、更にコンピューターを調整することで強化型ギルガとなる。操縦可能時間も2倍の40分に延長され宿敵Zナイト、グレートZナイトと死闘を演じた。
全高：16.620mm　全幅：11.520mm
肩高：15.120mm　乾燥重量107t　戦闘重量：120t
最高速度（磁力ホバー）：1000km/h（走行）130km/h
通常出力：140000shp　最大出力：600000shp以上
起動システム：反物質エンジン
操縦システム：B.W.C（ブレインウェーヴコンバータ：Brain Wave Converter）によるサイコ・コンピューターシステム「MARS」への直接入力方式
武装：主砲フェイズクラックキャノン×2　対空多弾頭ミサイル×26
10対空パルスレーザー×10　280対艦ミサイル×4
15対物レーザー×12　対地多弾頭ミサイル×8
20対戦車レーザー×4　ビームロット×6
実剣・METEORIC　BLADE（メテオリックブレード）
楯・METEORIC　AEGIS（メテオリックイージス）

#### バトルアーマー
A・A08 TYPE-S スカルバイパー
キルナ宇宙軍の新型空挺バトルアーマー。
空挺タイプの最新鋭機として西暦2997年に完成しブルースター侵攻作戦時には3個中隊21機がドムル勇撃隊として配備された。
キルナ宇宙軍ゼルダン軍にはドムル勇撃隊の他に第1, 第2, 第8空挺大隊が降下強襲部隊として参加しているが、その主力アーマーは旧型のA・A06バンデット、A・A07ヘルダイバーが使用されている。
武器はバルカン砲、多弾頭ミサイル、対空ロケットを装備、また手持ち武器としてマシンガン、突撃ナイフを常備。
全高：13.500mm　全幅：9.500mm
肩高：12.240mm　乾燥重量：70t　戦闘重量：86t
最高速度（磁力ホバー）：800km/h（走行）110km/h
通常出力：52000shp　最大出力：60000shp
駆動システム：パルス融合エンジン
固定武装：200mm6連多弾頭ミサイル×2　30mmバルカン砲×2
200mm4連多弾頭ミサイル　200mm対地ミサイル×4
140mmマシンガン　突撃ナイフ
電子シールド（磁力線ミラーシステム）
C・A13 TYPE-D デザートウォーカー
砂漠戦闘を前提に改良されたバトルアーマー。
プロトタイプは2980年にキルナ国防軍大統領親衛隊兵器開発部により設計された機体で威圧感を全面に出したデザインが施された。更に砂漠戦用として両腕に巨大な爪（バトルドーザー）が装着され威圧感が増した。
固定武装としてはローリングランチャー、地対地ミサイル、対空ロケット、メタルストック（手投げ弾）などが装備される。
C・A13-1は黒い機体の「スコーピオン」と呼ばれゼルダン宇宙軍機甲大隊レギオン隊の指揮官機としてロッシュ大佐が搭乗する。
全高：12.000mm　全幅：11.600mm
肩高：11.000mm　乾燥重量：89t　戦闘重量：101t
最高速度（磁力ホバー）：780km/h（走行）90km/h
通常出力：49, 000shp　最大出力：70, 000shp
起動システム：パルス融合エンジン
武装：300mm8連ローリングランチャー　100mm機関砲
250mm3連地対地ミサイル　120mm6連対空ロケット×2
手投げ弾（メタルストック）×2　格闘用バトルドーザー×2
S・A11 TYPE-M エギール
エギールはキルナ宇宙軍の第一潜航大隊ダーク特殊攻撃隊の主力バトルアーマーである。
元々は2980年に火星の海洋都市開発計画の作業用アーマーとして開発され、特に水中での機動性に優れた性能を有していた。
ゼルダンがブルースター侵攻に備えて陸上起動性能の強化および武装・装甲を施し戦闘用として改造されたバージョンであり、形式はS・A11（サブマリンアーマー）多目的攻撃用アーマーに分類されている。
武器としてはロケットランチャー、ホーミング魚雷、対空ロケット、ハンドバルカンを標準装備している。
エギール1番機は「ポセイドン」と呼ばれ、ダーク特殊攻撃隊長のバスター中佐が搭乗し他のエギールを指揮する。
全高：13.100mm　全幅：8.920mm
肩高：11.800mm　乾燥重量：75t　戦闘重量：92t
最高速度（磁力ホバー）：720km/h（走行）83km/h（水中航行速度）270ノット
通常出力：48, 000shp　最大出力：72, 000shp
起動システム：パルス融合エンジン
武装：120mm8連ロケットランチャー×2　50mmハンドガン
250mm3連ホーミング魚雷×2　200mm8連対空ロケット
陸戦用シールド→サイドプロテクター組合わせ装備

#### メタルフット
FA05F ゼルガイア
地球総督となったゼルダン専用に開発された新型メタルフット。
ギルガのサイココンピューター「MARS」の進化型である「フォボス」を搭載している。
盾・メテオリックイージスに人工知能を搭載しているのをはじめとして、フェイズクラックキャノンを3連装に強化するなど、ギルガの装備を発展させた最新鋭の装備が満載されている。
ギルガで収集されたデータを基に設計した機体のため、ギルガを小型化したような姿となっている。
因みにメテオリックブレードに変わって装備されている実剣・メテオリックファルコンはキルナ・カルド連合軍メタルフット（一部を除く）の共通武装となっている
全高：10.368m　重量：25t
最高速度（磁力ホバー）：1300km/h
最高走行速度：170km/h
武装：メテオリックファルコン　メテオリックイージス
可動式ガイアビーム　バーケッツスコープ
3連装フェイズクラックキャノン
FBA98-D デスバトラー
キルナ宇宙軍最新テクノロジーの頂点に立つ機体。
すべての戦闘データが従来のメカを上回る無敵のメタルフット。ドラゴンをモチーフにしており、頭部や飛行ユニットにその意匠が見られる。
ギルガのサイココンピューター「MARS」の発展型であるMARS”II（マーズダブルダッシュツー）を搭載しているため、機体の追従能力も高い。
グレッグ・ドゥーガン少佐が搭乗。
全高：10.800m　重量：22t
最高飛行速度：2800km/h
最高走行速度：250km/h
搭載コンピューター：MARS”II（マーズダブルダッシュツー）
武装：スーパーツインカッター　ドラゴンウイング
デッドエンドクロー　ショルダークロー

#### その他
戦艦マニエル
ゼルダン将軍率いるキルナ宇宙軍ブルースター侵攻艦隊の旗艦。
航宙、航空、潜航が可能な万能艦。ギルガの母艦でもある。
β級輸送船フィッシュボーン
キルナ宇宙軍の輸送艦。
船体に用途に合ったコンテナを搭載する事で物資輸送だけでなくバトルアーマーの母艦としての運用も可能。
宇宙ステーションアトランティス攻略時はドムル勇撃隊のスカルバイパーを輸送し、ステーション制圧に貢献した。
輸送機アルバトロス
キルナ宇宙軍の大気圏内輸送機。
各種バトルアーマーの輸送が可能で地球降下後の各ユニオン侵攻時に輸送力の要として使用された。

### カルド

#### メタルフット
MA・09F デスドール
ゲリラ組織カルドの女性リーダー、ギネビアの専用機。
純白の機体に金のエングレービングが施された非常に美しい機体。
完全武装で22tという軽量にもかかわらずスカルバイパーに匹敵するほどの最高出力を誇る。
しかし運動性能が桁違いに高く、操縦にはかなりの熟練度が必要な事から量産は見送られギネビアの専用機となった。
ゼルダンとギネビアが同盟を組むまではキルナ軍兵士から「死の人形」と呼ばれ恐れられていた。
全高：11.174m　重量：14t　戦闘重量：22t
最高速度（磁力ホバー）：1300km/h
最高走行速度：170km/h
最大飛行速度：マッハ29（大気圏内）
動力機関：超小型パルス融合エンジン「イプシロンー03」
通常出力：37000shp　最大出力：59000shp
武装：実剣メティオリック・ファルコン
30mm機関砲×2　20mm機関砲×4
20mmパルスレーザー×2
メティオリック・プロテクター
マグネッシブスタビライザー
フェイニックレーダー（超広範囲熱源探知レーダー）
MA・05C ガイザック
サソリをモチーフにした対アーマー白兵戦用メタルフット。
カルド「レッド・スコーピオン」の隊長機として設計された機体で重量と出力のバランスが非常に良く、機動性能はデスドール並みともいわれる。
パイロットはカルドの副リーダー、レッド・エンリーク。
なお、ゾイドシリーズに存在するサソリ型ゾイドは「ガイサック」である。
全高：10.3m　重量：17t　戦闘重量：25t
最高速度（磁力ホバー）：1000km/h
最高走行速度：130km/h
最大飛行速度：マッハ8.8（大気圏内）
通常出力：36000shp　最大出力：50000shp
武装：メティオリック・ブレード　ガイザキャノン
30mm機関砲×2　Sマイン投射機×2
140mm2連グレネードランチャー　エルボーカッター×2
熱源探知レーダー　超音波レーダー
マグネッシブスタビライザー
MA・07A メガホーネット
ハチをモチーフにしたキルナの主力メタルフット。
量産機MA・06ブラックホーネットを強化、改造した機体で対艦戦にて圧倒的な強さを誇る。
キルナ軍の宇宙巡洋艦2隻を完全破壊するなど目覚しい戦果を挙げている。
主なパイロットはロロ・シュナイダー。
全高：10.000m　重量：15t　戦闘重量：23t
最高速度（磁力ホバー）：1200km/h
最高走行速度：150km/h
最大飛行速度：マッハ20.58（大気圏内）
通常出力：33000shp　最大出力：48000shp
武装：実剣メティオリック・ファルコン　副剣ニードルスティック
180mmグレネードランチャー　120mmニードルミサイル
30mm機関砲×2　フェイニックレーダー（超広範囲熱源探知システム）
MA・T10F ダークシザー
カマキリをモチーフとした接近戦用の試作メタルフット。
デスドールの設計思想を採り入れた格闘専用機で、近い将来メタルフット同士の戦闘が主流になることを予測して試作された。
両腕に装備されたバトルシザーと、ホバーリングアタックを組み合わせた変幻自在の攻撃を得意とする。
カルドがキルナ軍と同盟を組んでからはブルースター連邦のバトルアーマー隊を多いに苦しめた。
パイロットはサンダー・シザー。
全高：10.000m　重量：15t　戦闘重量：23t
最高速度（磁力ホバー）：1200km/h
最高走行速度：150km/h
最大飛行速度：マッハ20.58（大気圏内）
通常出力：33000shp　最大出力：48000shp
武装：実剣メティオリック・ファルコン
伸縮式バトルシザー　12mmパルスレーザー
30mm機関砲×2　フェイニックレーダー（超広範囲熱源探知システム）
MA・06C バイガス
クワガタ虫をモチーフにした突撃戦型メタルフット。
ガイザックをベースに改良設計された新型機で装甲が大幅に強化されている。
頭部のドーザーはオールメティオリック製で大型バトルアーマーをも一撃で粉砕する。
ガイザックと共に突撃部隊の双璧をなす。
パイロットはレッドの弟、ブルー・エンリーク。
全高：12.384m　重量：21t　戦闘重量：29t
最高速度（磁力ホバー）：850km/h
最高走行速度：110km/h
最大飛行速度：マッハ7.35（大気圏内）
通常出力：36000shp　最大出力：50000shp
武装：実剣メティオリック・ファルコン　突撃用バイガスドーザー
12mmパルスレーザー　60mm2連グレネードランチャー
30mm機関砲×2　20mm機関砲×2
格闘戦用バスタークロー×2

### 無所属

#### 装甲巨神
ゼロス
背中にコウモリ状の翼を持ち、手には大鎌を持つ。最強の装甲巨神と言われているが、正確な性能は不明。トミーの販促用小冊子には「悪魔型」との表記がある。
OVA第2話に登場。キルナ軍が蘇らすも無人で動き出し、そのまま何もせずに飛び去っていった。
玩具の試作品も作られたが、装甲巨神シリーズ（Zナイト、マリンカイザー、ギルガ）の余りの商品の高価さが祟った販売不振による路線変更が原因で武者型装甲巨神（後にガイムと判明する）と共に発売はされなかった。
ガイム
鎧武者のような姿をしている。色は埴輪の様な黄土色。性能は不明。
OVA第2話に登場。キルナ軍が蘇らすも無人で動き出したうえ周囲のキルナ軍を蹴散らし、グレートZナイトと強化型ギルガの戦いの場に現れる。
玩具の試作品も作られたが、ゼロスと同じ理由で発売はされなかった。
トミーの販促用小冊子では「武者型装甲巨神」、OVAでも「第4の装甲巨神」としか呼ばれていなかったが、『ゾイドコレクションPart9』にて名前が判明する。
イーグルヘッド
『ゾイドコレクションBEST』にて名前と姿形が判明する。
フレイムソル
『ゾイドコレクションPart11』にて名前と姿形が判明する。

## 用語
メタルハート
グローバリーIIIによって地球に運ばれたゾイド生命体（旧ゾイドでの呼び方。平成シリーズのゾイドコアに当たる）のこと。全部で6つ存在し、それぞれがゾイドアーマーに組み込まれた。
ゾイドアーマー
メタルハートを組み込んだ人型兵器。略称は「装甲巨神」。全部で6体存在し、地球製の兵器とは比べ物にならない出力を持つ。組み込まれているメタルハートの種類により異なる性能を持つ。一説によると、ヘリック大統領専用ゴジュラスの生命体を持つ機体も存在するらしいが、どの機体に組み込まれているのかは不明。精神感応波によって動くため、基本的にゾイド人の血を引く者でなければ操縦できないが、コンバーターを使用すれば大幅に性能は制限されるものの、地球人も操縦可能。
そのあまりの威力から恐れられ封印されていたが、今回の戦争で封印を解かれる。しかし、やはり強力すぎたため、地球への影響を考え再封印されることとなる。Zナイト（グレートZナイト）、マリンカイザー、ゼロス、武者型装甲巨神の存在が確認されているが、路線変更によりシリーズ名に反して装甲巨神が登場しなくなったため、残り2体は姿形さえ不明だったが、ゾイドコレクションにて全ての装甲巨神の名前と姿形が判明する。
セカンド
グローバリーIIIとともにやってきた地球人とゾイド人との混血。装甲巨神の性能を最大限に引き出せるのはセカンドであり、生粋のゾイド人ではない。装甲巨神の最終兵器「NOVA」を発動できるのもセカンドのみとされている。
バトルアーマー
装甲巨神より小型の人型兵器。ファイナルアーマーと呼ばれる装甲巨神と同サイズのギルガを除き、基本的にヤラレ役。
古代戦士をモチーフとする装甲巨神と違い、一般的なリアルロボットデザインである。
メタルフット
バトルアーマーより更に小型だが、より高性能な機体。カルドのみが使用していたが、装甲巨神の封印に伴い全勢力が使用するようになる。
その後に発売された戦車型コントローラーによりリモコン操作が出来るようになる(実際は全シリーズを操作可能)。ただし、前進と後退のみ。
ゾイドから続いていたパイロット人形が付属しなくなり、その事に対してロボコンマガジンで漫画家はぬまあん（当雑誌内では電動おもちゃ評論家）はシリーズ衰退の一因と評価している。

## OVA
1991年に玩具販売促進のための店頭用プロモーションビデオとして作られたもの。
第1話は15分ほどのアニメーションビデオ作品。
「メタルフットWセット(ディバイキングv.s.デスドール)」にはこれの短縮版を収録したVHSテープが同梱されていた。
第2話は正式な続編ではあるが、静止画にナレーションのみが入った5分ほどのビデオ作品であり、登場人物の台詞は一切ない。

### スタッフ
- 監督・構成 : 高山文彦
- キャラクターデザイン・人物作画監督 : 梅津泰臣
- メカニカルデザイン・メカニック作画監督 : 今掛勇
- 装甲巨神・アーマーベースデザイン : トミーキャラクター開発室
- 基本設定 : 二階堂輝夫（トミー）
- 美術設定 : 前田真宏
- 美術監督 : 竹田悠介
- 色彩設計 : 西香代子
- 撮影監督 : 土岐浩司
- 音響監督 : 藤野貞義
- 編集 : 瀬山武司
- 設定協力 : トミーキャラクター開発室
- 原画 : 梅津泰臣/今掛勇/岡野秀彦/森川定美/菊地康仁/黒田和也/庵野秀明
- プロデューサー : 大門哲夫（トミー）/内田健二（サンライズ）
- 企画 : トミー
- 製作 : サンライズ